# Casey DeSantis

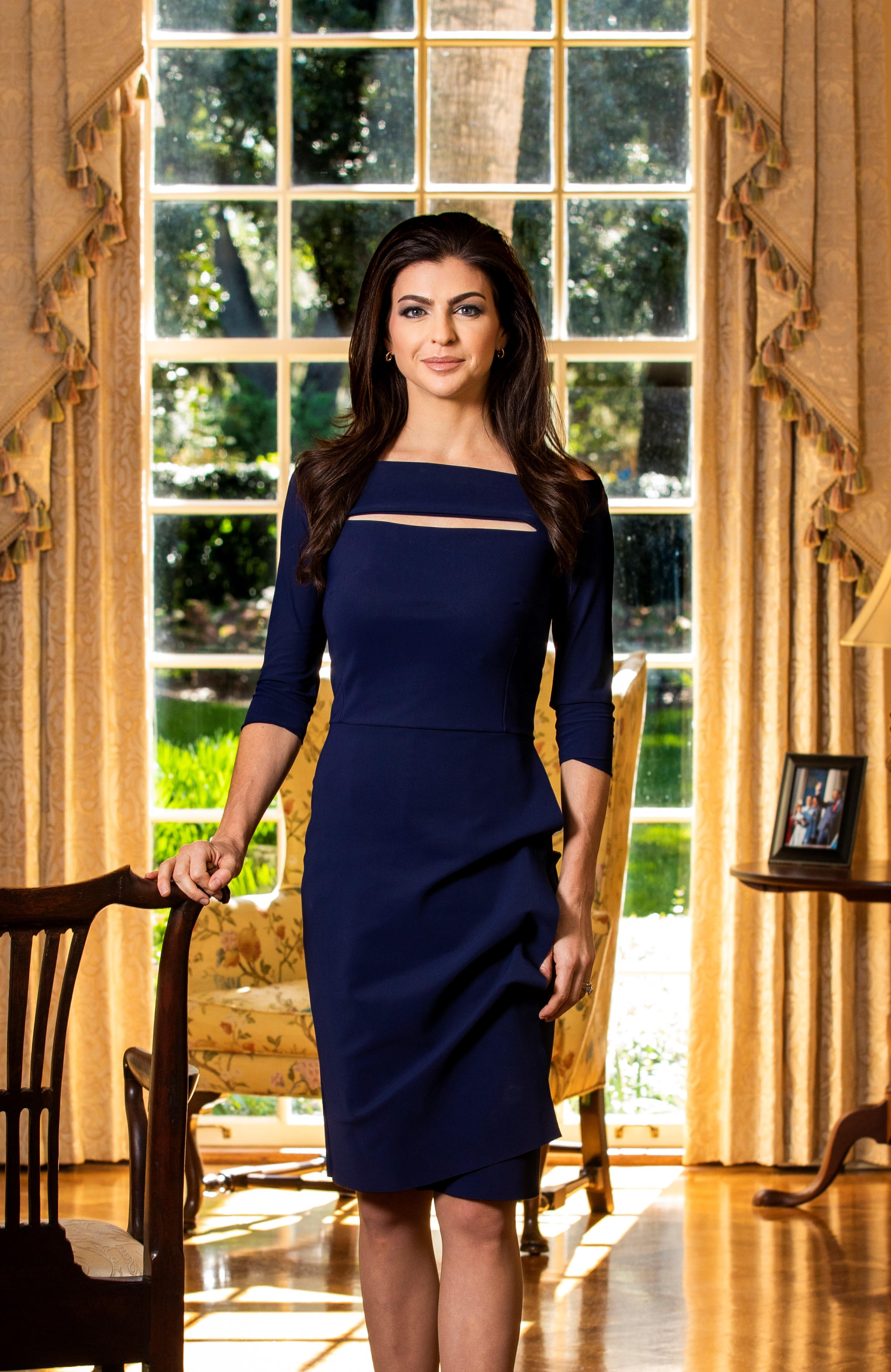
Casey DeSantis als First Lady Floridas 2019.

Casey DeSantis (* 26. Juni 1980 in Troy (Ohio)) ist eine US-amerikanische ehemalige Fernsehjournalistin und als Ehefrau von Gouverneur Ron DeSantis First Lady des Bundesstaates Florida. Als Journalistin wurde sie mit dem Suncoast Emmy Award ausgezeichnet.

## Jugend und Privatleben
Sie wurde als Jill Casey Black als Tochter des Augenarztes Robert Black und seiner Frau Jeanne geboren. Ihre ältere Schwester Kate gewann eine Junioren-Meisterschaft im Eiskunstlauf. Sie besuchte die Junior High School und High School in Troy (Ohio). 1999 erlangte sie ihren High-School-Abschluss.
Casey DeSantis studierte dann am College of Charleston Wirtschaftswissenschaft und schloss das Studium mit dem Grad eines Bachelors ab. Während ihrer Studienzeit war sie als Reitsportlerin im Hochschulsport aktiv. Sie konnte 2000 in der Regionalausscheidung der Intercollegiate Horse Show Association (ISHA) den fünften Platz für ihre Hochschule erringen und belegte im folgenden Jahr den zweiten Platz im nationalen Wettbewerb der IHSA.
2006 lernte sie bei einem Golfspiel Ron DeSantis kennen. Das Paar heiratete drei Jahre später in Walt Disney World. Aus der Ehe gingen drei Kinder hervor.
2021 wurde bei ihr Brustkrebs diagnostiziert, den sie im März 2022 überwunden hatte. Sie engagierte sich in der Folge für Maßnahmen gegen Brustkrebs und zur Aufklärung über Brustkrebs.

## Journalistinnenkarriere
Sie begann ihre journalistische Karriere bei dem Sender WJXT-Channel 4 in Jacksonville. Dort war sie als Reporterin und auch Nachrichtensprecherin im Morgen- und Nachmittagsprogramm tätig. An ihre Tätigkeit dort schloss sich eine Zeit als Sportjournalistin für den Golfsport an. Sie moderierte in dieser Zeit On the Tee und PGA Tour Today. auf dem Golf Channel. Danach war sie bei First Coast News tätig. Sie moderierte die Vormittagssendung First Coast Living und die auch über NBC 12 und ABC 25 ausgestrahlte Nachmittags-Talkshow The Chat. Neben ihrer Moderatorentätigkeit produzierte sie Reportagen, etwa Real Life CSI. Die 2013 begonnene Tätigkeit bei First Coast News endete 2018, als ihr Ehemann Gouverneur wurde.
Casey DeSantis wurde für ihre Moderatorentätigkeit mit dem Suncoast Emmy Award ausgezeichnet. Der Suncoast Emmy Award ist ein regionaler Emmy, der für die Fernsehmärkte in Florida, Puerto Rico, sowie Teilen von Alabama, Georgia und Louisiana verliehen wird. Für die Reportage Real Life CSI wurde Casey DeSantis außerdem für einen Emmy nominiert. Für den Fernsehdokumentarfilm The JT Townsend Story wurde sie erneut für dem Emmy nominiert. In dieser Dokumentation über einen afroamerikanischen High-School-Athleten, der nach einem Unfall querschnittsgelähmt war, ließ DeSantis Aspekte wie Rassismus und die fehlende Krankenversicherung beiseite. Sie stellte die Geschichte als Hilfe durch die Gemeinschaft dar.

## Politikergattin

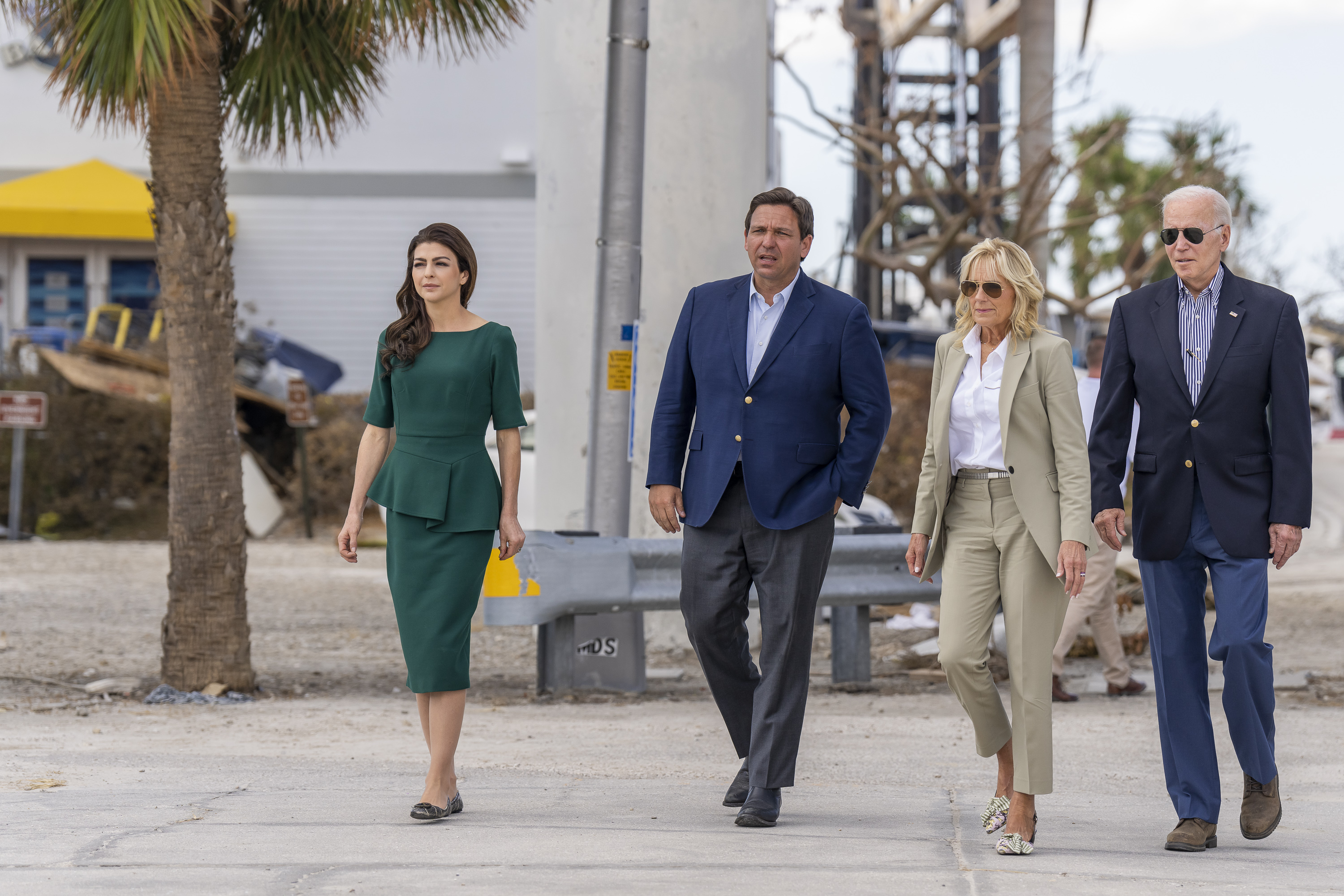
Casey DeSantis (links), Gouverneur Ron DeSantis, US First Lady Jill Biden und Präsident Joe Biden in Fort Myers nach dem Hurrikan Ian im Oktober 2022.

Sie unterstützte ihren Gatten bei seinen Wahlkämpfe als Kongresskandidat und im Wahlkampf zu den Gouverneurswahlen 2018 und 2022. Bei Wahlkampfauftritten ergänzte Casey DeSantis die Persönlichkeit ihres Gatten um menschliche und soziale Wärme. Sie war hinter den Kulissen an der Einstellung von Wahlkampfmitarbeitern beteiligt. Ron DeSantis wandte sich an sie um Rat bei allen wesentlichen Entscheidungen.
Casey DeSantis war auch maßgeblich als Produzentin von Wahlwerbespots für die Wahlkämpfe ihres Gatten. Im Gouverneurswahlkampf 2022 gründete und leitete sie die Initiative Mamas for DeSantis. Stilistisch zeigte sich DeSantis bei öffentlichen Auftritten  inspiriert von der First Lady Jacqueline Kennedy und bis zu einem gewissen Grad durch Melania Trump.
Nachdem DeSantis Ehemann das Amt des Gouverneurs von Florida antrat, bezog sie die sonst für den Stabschef des Gouverneurs vorgesehenen Büroräume im Florida State Capitol. Sie beriet auch als First Lady Ron DeSantis, bis hin zur Durchführung von Einstellungsgesprächen. Sie sorgte durch die Choreographie der gemeinsamen Auftritte dafür, dass der Hurrikan Ian im September 2022 nicht zum Rückschlag für Ron DeSantis wurde. Nach dem Hurrikan warb sie Spenden in Höhe von 63 Millionen US-Dollar für die Hilfe von Opfern des Sturms ein.
Während des Vorwahlkampfes zur U.S. Präsidentschaftswahl 2024 war sie strategische Beraterin im Wahlkampfstab ihres Gatten. Sie zog dabei auch vulgäre Angriffe von Unterstützern Donald Trumps wie Roger Stone auf sich. Auf sie ging die Entscheidung zurück, dass ihr Ehemann, wie schon in früheren Wahlkämpfen, das Erscheinen in Mainstream-Medien verweigerte und sich auf konservative Medien beschränkte. Ein Interview mit ihr vom 8. Dezember 2023 auf Fox News, in der sie „Moms for DeSantis“ auch aus anderen Bundesstaaten dazu aufrief am Caucus in der Vorwahl der Republikaner in Iowa teilzunehmen, sorgte für Irritationen. Die republikanische Partei Iowas stellte klar, dass nur Einwohner Iowas stimmberechtigt seien, und dass Ausweispflicht bestünde. Casey DeSantis und ihr Ehemann behaupteten, dass gemeint gewesen sei, man solle als Helfer oder Sprecher teilnehmen, nicht als Wähler. Trumps Wahlkampfteam warf ihr vor, dass sie zum Wahlbetrug aufgerufen habe.

## Kontroverse
Casey DeSantis gründete im September 2021 die Initiative Hope Florida mit der Bedürftige mit Religionsgemeinschaften und gemeinnützigen Institutionen zusammengeführt werden sollten, damit diese helfen können.
Nachdem sich 2022 herausgestellt hatte, dass das Unternehmen Centene etwa 67 Millionen Dollar zu viel für Medicaid-Leistungen abgerechnet hatte, begann der Staaten Florida Verhandlungen über Rückzahlungen. 2024 wurde ein Vergleich erzielt, nach dem Centene 67 Millionen Dollar zahlen sollte. 10 Millionen Dollar davon wurden dabei an die Hope Florida Foundation gezahlt. Nach dem Vergleich im September reichte Hope Florida, welches in den ersten drei Jahren nur 3 Millionen Dollar an Spenden anwerben konnte, im Oktober 2024 jeweils 5 Millionen Dollar an zwei gemeinnützige politische Gruppen weiter. Diese Gruppen waren nicht verpflichtet, Rechenschaft über ihre Mittel abzulegen. Die Gruppen gaben noch im Oktober insgesamt 8,5 Millionen Dollar an das Political Action Committee Keep Florida Clean. Dieses Political Action Committee wurde von James Uthmeier geleitet, dem Stabschef von Gouverneur Ron DeSantis und kämpfte wie DeSantis gegen die Legalisierung von Marijuana in Florida durch eine bevorstehende Volksabstimmung.
Ein Unterausschuss des Repräsentantenhauses von Florida begann eine Untersuchung, beendete diese aber im Mai 2025, nachdem zwei Zeugen nicht ausgesagt hatten. Alex Andrade, der Abgeordnete, der die Untersuchung geleitet hatte, meinte, dass es sich dabei am ehesten um eine Verschwörung zum Begehen von Geldwäsche und Betrugs mittels Kommunikationseinrichtungen (wire fraud) gehandelt habe. Der Untersuchungsausschuss reichte die erlangten Beweismittel an die Staatsanwaltschaft weiter. Im Mai 2025 wurde bekannt, dass die Staatsanwaltschaft ein Strafverfahren eröffnet hatte.